# 弗拉基米尔·约万西奇
弗拉基米尔·约万西奇（1987年5月31日—），是一名塞尔维亚裔波黑职业足球运动员，最近曾效力中国足球超级联赛球队天津泰达。

## 职业生涯
约万西奇在塞尔维亚球队BASK开始职业足球生涯，2007年转投拉德。2011年6月3日，他和塞尔维亚足球超级联赛豪门游击队签约3年。 但他在游击队的表现平平，12月离开塞尔维亚加盟K联赛球队城南一和天马。 2012年7月12日，约万西奇租借到中国足球超级联赛球队天津泰达半年。 7月22日，约万西奇首次代表天津泰达出场，迎战江苏舜天。他在比赛第26分钟打进加盟中国联赛后的首个进球，将场上比分追成2比2，但在上半场临结束前又误入乌龙球，最终天津泰达2比3不敌对手。2012赛季他为天津泰达出场14次，其中9次首发，射进3球。2013年1月，约万西奇正式转会加盟天津泰达。但在7月初，他被天津泰达提前解约。